# Bohdanovce
Bohdanovce és un poble i municipi d'Eslovàquia. Es troba a la regió de Košice, a l'est del país.

## Història
La primera referència escrita de la vila data del 1335.

## Demografia
| Godina             | 1994 | 2004   | 2014   | 2024    |
| ------------------ | ---- | ------ | ------ | ------- |
| Nombre de persones | 936  | 952    | 1043   | 1176    |
| Diferència         |      | +1,70% | +9,55% | +12,75% |

| Godina             | 2023 | 2024   |
| ------------------ | ---- | ------ |
| Nombre de persones | 1173 | 1176   |
| Diferència         |      | +0,25% |